# رونوف ناد دووبراووو
رونوف ناد دووبراووو (به لاتین: Ronov nad Doubravou) یک منطقهٔ مسکونی در جمهوری چک است که در ناحیه خرودیم واقع شده‌است. رونوف ناد دووبراووو ۱٬۶۹۶ نفر جمعیت دارد.

## نگارخانه

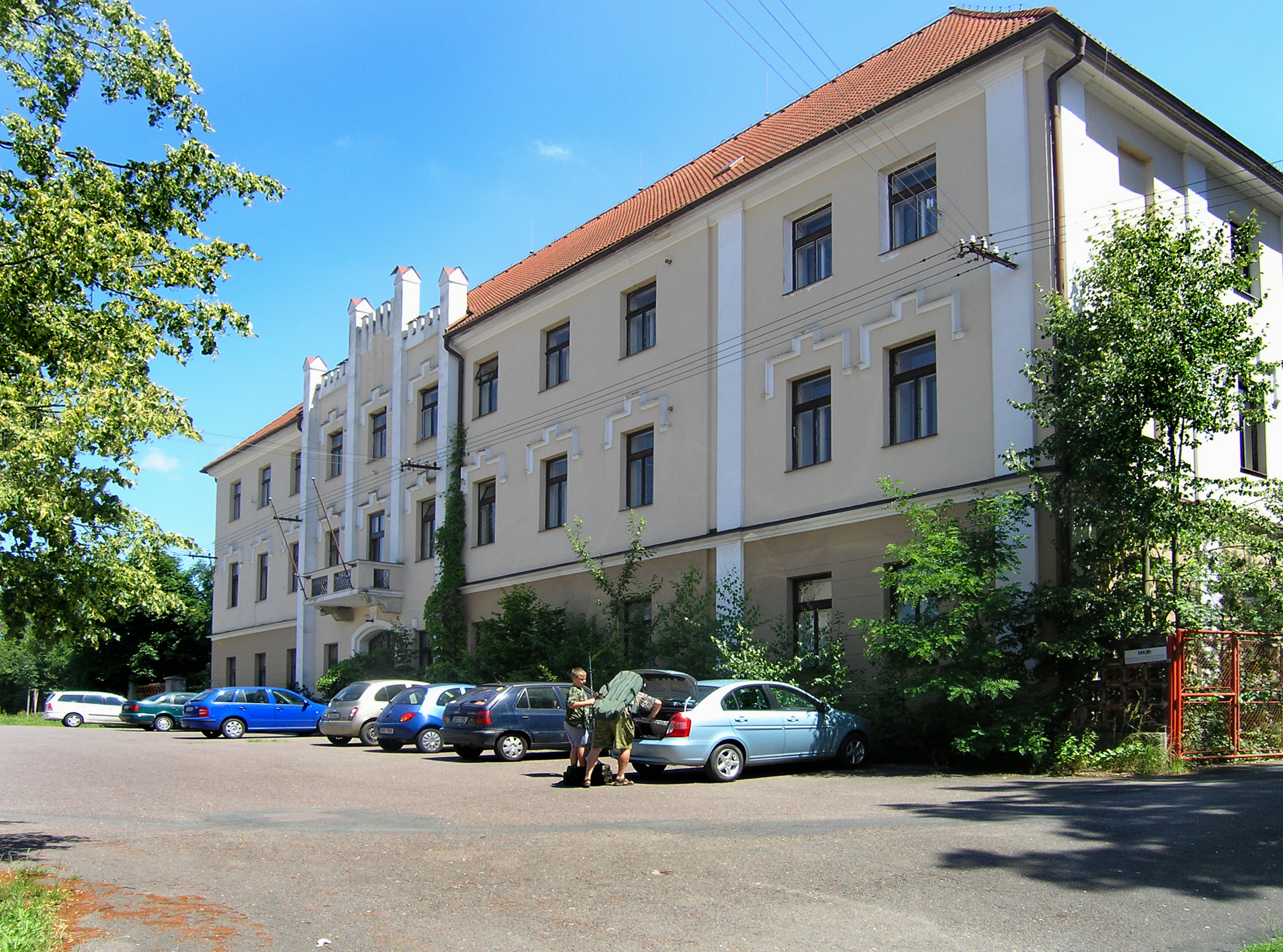
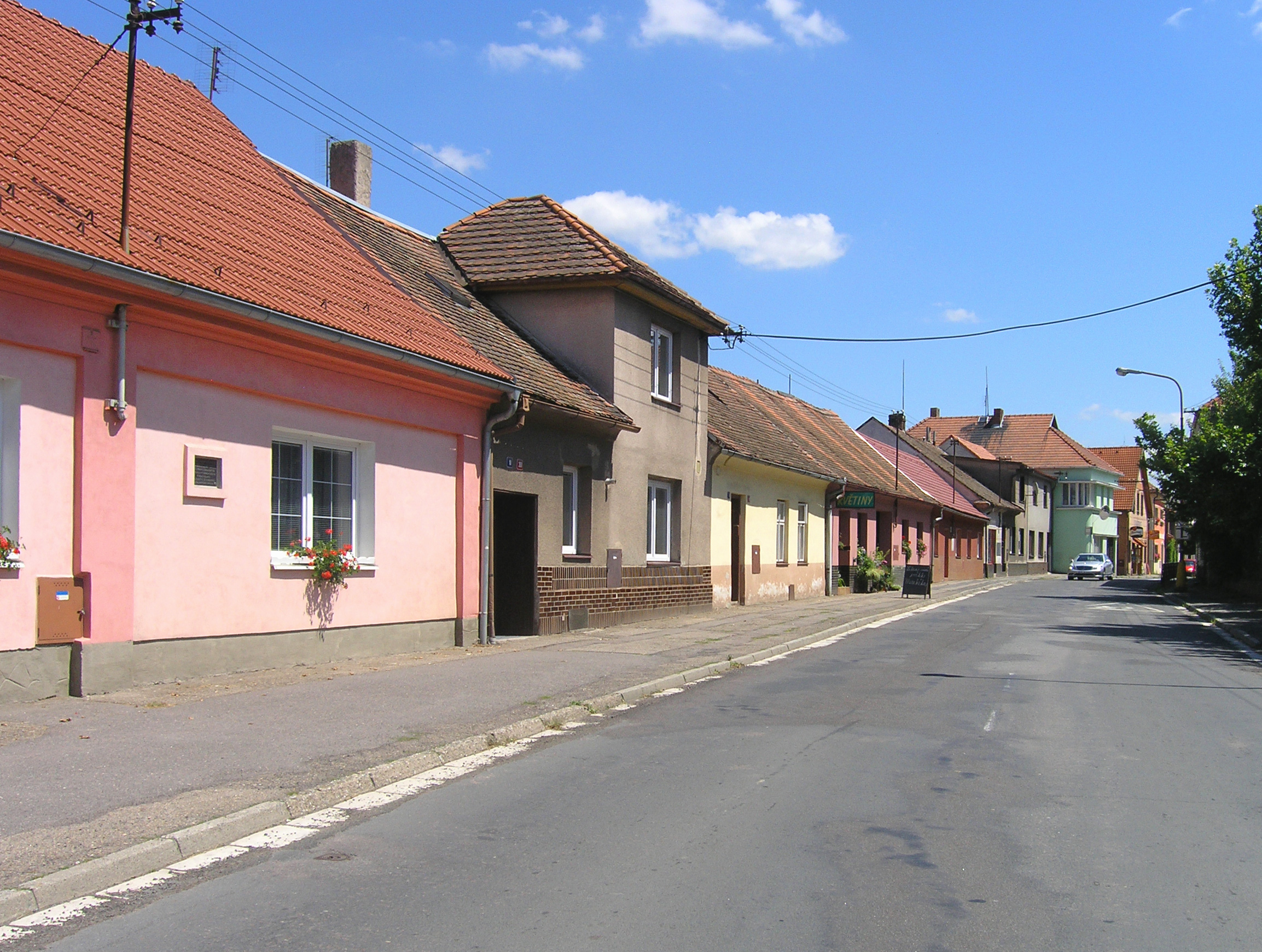
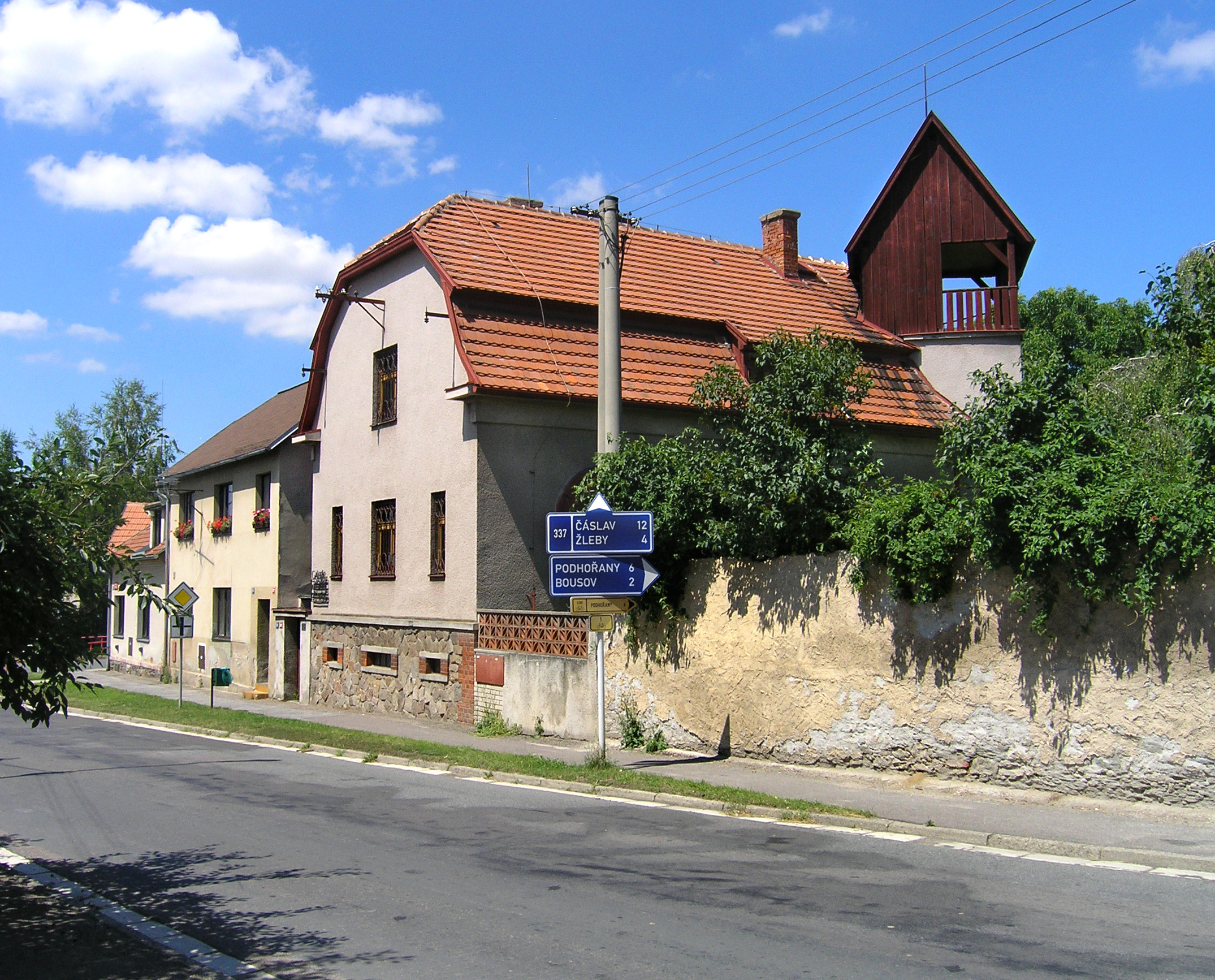
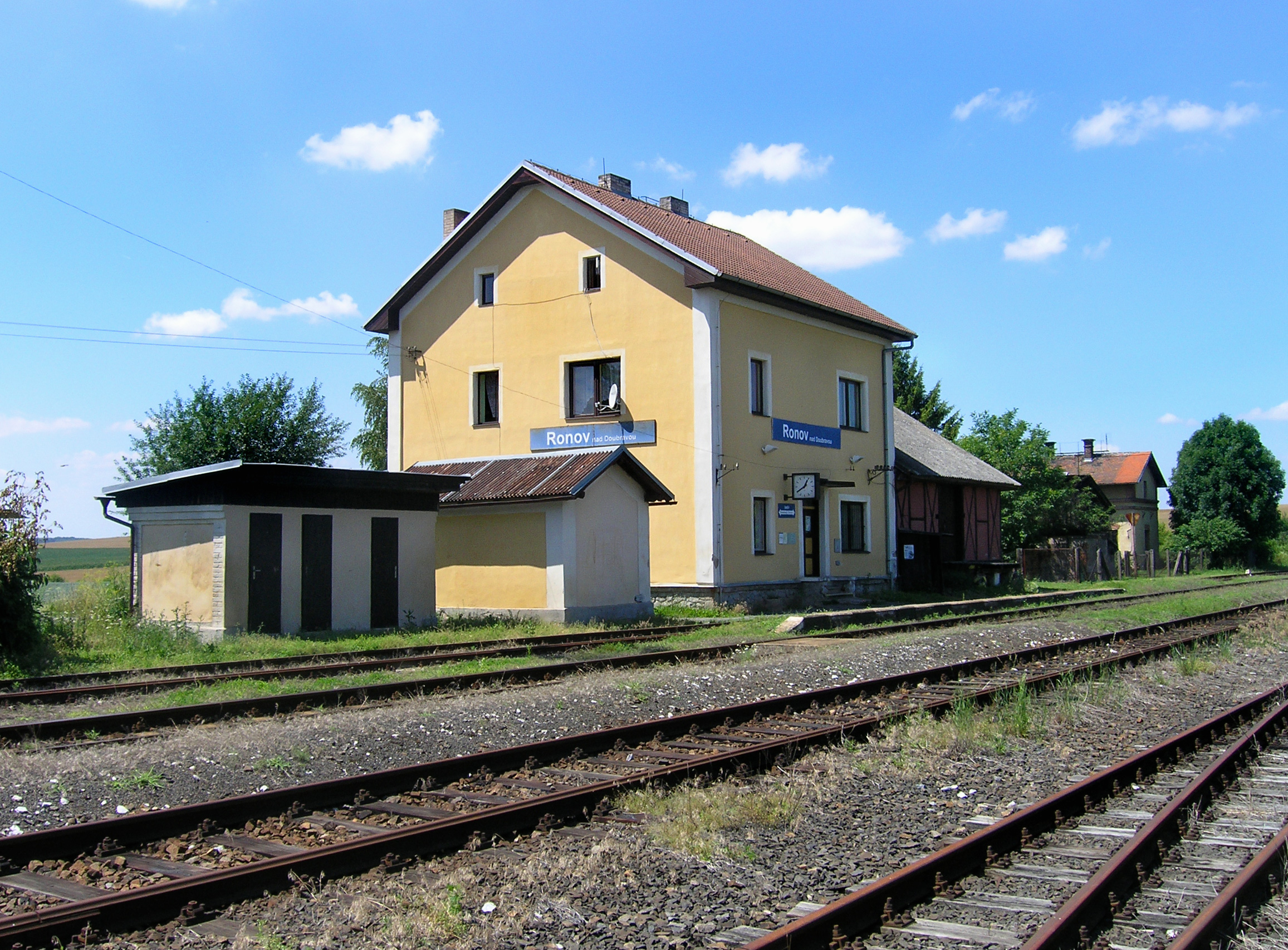